# Incidente ferroviario di Premosello
L'incidente ferroviario di Premosello fu lo scontro tra il treno direttissimo "Direct Orient" Trieste-Parigi e la coda di un treno merci non ricoverato del tutto entro traversa limite nella stazione di Premosello, avvenuto il 9 giugno del 1955.

## Dinamica dei fatti
Il 9 giugno 1955 il treno merci n. 5492 giunse nella stazione di Premosello e fu instradato nel terzo binario della stazione per ricoverarsi e dare la precedenza al treno viaggiatori direttissimo n. 212 "Direct Orient" proveniente da Milano e Trieste e diretto a Parigi che avrebbe dovuto transitare dalla stazione stessa alle ore 19:11. Tuttavia, il treno merci nel fermarsi non liberò del tutto la sagoma prevista per assicurare il passaggio dal secondo binario del treno viaggiatori: quest'ultimo, inoltre, transitò a velocità sostenuta, non fece in tempo a frenare e urtò la coda del merci facendo ribaltare gli ultimi tre carri merci, che erano cisterne cariche di carburanti. Una scintilla prodotta dalla caduta della linea aerea di contatto danneggiata dall'urto del locomotore elettrico appiccò l'incendio che rapidamente avvolse i due convogli. L'aiuto macchinista del direttissimo rimase intrappolato nella cabina di guida e morì asfissiato, mentre il macchinista riportò gravi ustioni. Vennero coinvolti anche i passeggeri delle prime carrozze viaggiatori che riportarono ferite più o meno gravi. I vigili del fuoco accorsero da Omegna e da Domodossola, prestamente avvertiti; ma impiegarono tre ore prima che l'incendio fosse domato.

## I treni coinvolti
- Treno direttissimo n. 212, "Direct Orient" Trieste-Parigi, composto da locomotiva elettrica e 13 carrozze viaggiatori di 1ª, 2ª classe, 3ª classe, carrozze letti e postale[2].
- Treno merci n. 5492 in sosta[1].

## Le vittime
Nell'incidente perse la vita l'aiuto macchinista del treno direttissimo Remo Regis, di 57 anni, da Sesto San Giovanni.
Rimasero feriti in maniera grave, il macchinista Guido Rossini, di anni 56, da Milano che riportò ustioni, e la passeggera Ethel Dickinson. Tra i viaggiatori feriti 12 furono ricoverati negli ospedali.

## L'inchiesta
L'inchiesta giudiziaria venne assunta dal Procuratore della Repubblica di Verbania. Questi richiese la consulenza di una commissione di inchiesta composta dal senatore Guido Corbellini, già ministro dei trasporti dal 1947 al 1950 e dall'ingegnere Marcello Bologna.
Le conclusioni portarono all'incriminazione del capostazione di Premosello, Remo Casella, e del macchinista del treno direttissimo, Guido Rossini, ritenuti responsabili "di cooperazione in disastro ferroviario e omicidio colposo". La imputazioni singolarmente furono motivate, per il capostazione, per aver fatto avanzare il treno con il segnale di chiamata senza aver prima accertato la fermata del direttissimo al segnale di protezione e non avere accertato il regolare instradamento in II binario. Per il macchinista l'accusa fu di avere tenuta una velocità eccessiva, non essersi fermati al segnale prima di avanzare e di non avere accertato la regolarità dell'instradamento come previsto dai regolamenti di esercizio.
I due vennero condannati in prima istanza a 20 mesi di reclusione; il 28 marzo del 1958 venne resa pubblica la sentenza d'appello, che confermava la condanna a 20 mesi di reclusione per ambedue i responsabili.